# Død zone
 For alternative betydninger, se Død zone (flertydig). (Se også artikler, som begynder med Død zone)
Døde zoner, døde områder eller undersøiske ørkner er hypoksiske dvs. iltfattige områder i have og søer forårsaget af forurening med næringsstoffer fra menneskelige aktiviteter kombineret med andre faktorer, der forbruger den ilt, der kræves for at støtte det normale marine liv.
Døde zoner blev først bemærket nær beboede kyster, og i 2003 blev der optalt 146 døde zoner i verdenshavene, hvor livet ikke kunne understøttes på grund af iltsvind. I 2008 var antallet af døde zoner talt til 405. Nogle af disse områder var så små som en kvadratkilometer, men den største døde zone - Østersøen - dækkede 70.000 kvadratkilometer.

## Iltsvind
To faktorer bidrager til iltsvind. For det første udvaskning af næringsstofferne nitrat og fosfor fra landbruget, og for det andet er der en sammenhæng med global opvarmning i og med at varmere vand ikke kan rumme så meget ilt som vand ved lavere temperaturer.
Udvaskningen af nitrat og fosfor medfører en algeopblomstring og bakterievækst, der forbruger ilt med døde zoner som resultat.
De undersøiske ørkener er stort set tømt for liv inklusiv fiskene, og det påvirker de mennesker, der plejede at leve af dem.
Bundvending er når iltsvindet i et farvand bliver så omfattende, at der dannes en anaerob zone i bundslammet.

## Østersøen
Østersøen bliver kaldt “Verdens mest døde hav” og beskrives som “En død zone i verdensklasse”.

Østersøen er det hav i verden med de største områder med iltsvind. I alt 70.000 kvadratkilometer af havbunden (svarende til halvanden gange Danmarks størrelse) er omdannet til iltfrie områder, hvor kun en særlig gruppe af såkaldte anaerobe bakterier kan leve. Det øger risikoen for opblomstring af giftige blågrønalger og de store iltfrie områder begrænser livsbetingelserne for fiskebestanden.